# Strona (Radkowice)
Strona – część wsi Radkowice w Polsce, położona w województwie świętokrzyskim, w powiecie starachowickim, w gminie Pawłów.
W latach 1975–1998 Strona administracyjnie należała do województwa kieleckiego.